# Grammodes

Grammodes är ett släkte av fjärilar. Grammodes ingår i familjen Näbbflyn, Erebidae.

## Dottertaxa tillGrammodes, i alfabetisk ordning[1][2]
- Grammodes afrocculta Berio, 1956
- Grammodes bifasciata Petagna, 1787
- Grammodes boisdeffrii Oberthür, 1876
- Grammodes buchanani Rothschild, 1921
- Grammodes congenita Walker, 1857
- Grammodes congesta Berio, 1956
- Grammodes cooma Swinhoe, 1900
- Grammodes diagarmma (Lower, 1903)
- Grammodes euclidioides Guenée, 1852
  - Grammodes euclidioides postfumida Wiltshire, 1970
- Grammodes exclusiva Pagenstecher, 1907
- Grammodes geometrica (Fabricius, 1775)
- Grammodes justa Walker, 1858
- Grammodes latifera Walker, 1870
- Grammodes marwitzi Gaede, 1914
- Grammodes microgonia Hampson, 1910
- Grammodes monodonta Berio, 1956
  - Grammodes monodonta somaliensis Berio, 1956
- Grammodes netta Holland, 1879
- Grammodes occulta Berio, 1956
- Grammodes ocellata Tepper, 1890
- Grammodes oculata Snellen, 1880
- Grammodes oculicola Walker, 1858
- Grammodes paerambar Brandt, 1939
- Grammodes palaestinensis Staudinger, 1897
- Grammodes pulcherrima Lucas, 1892
- Grammodes quaesita Swinhoe, 1901
- Grammodes samosira Kobes, 1985
- Grammodes stolida (Fabricius, 1775), Björnbärsfly

## Bildgalleri

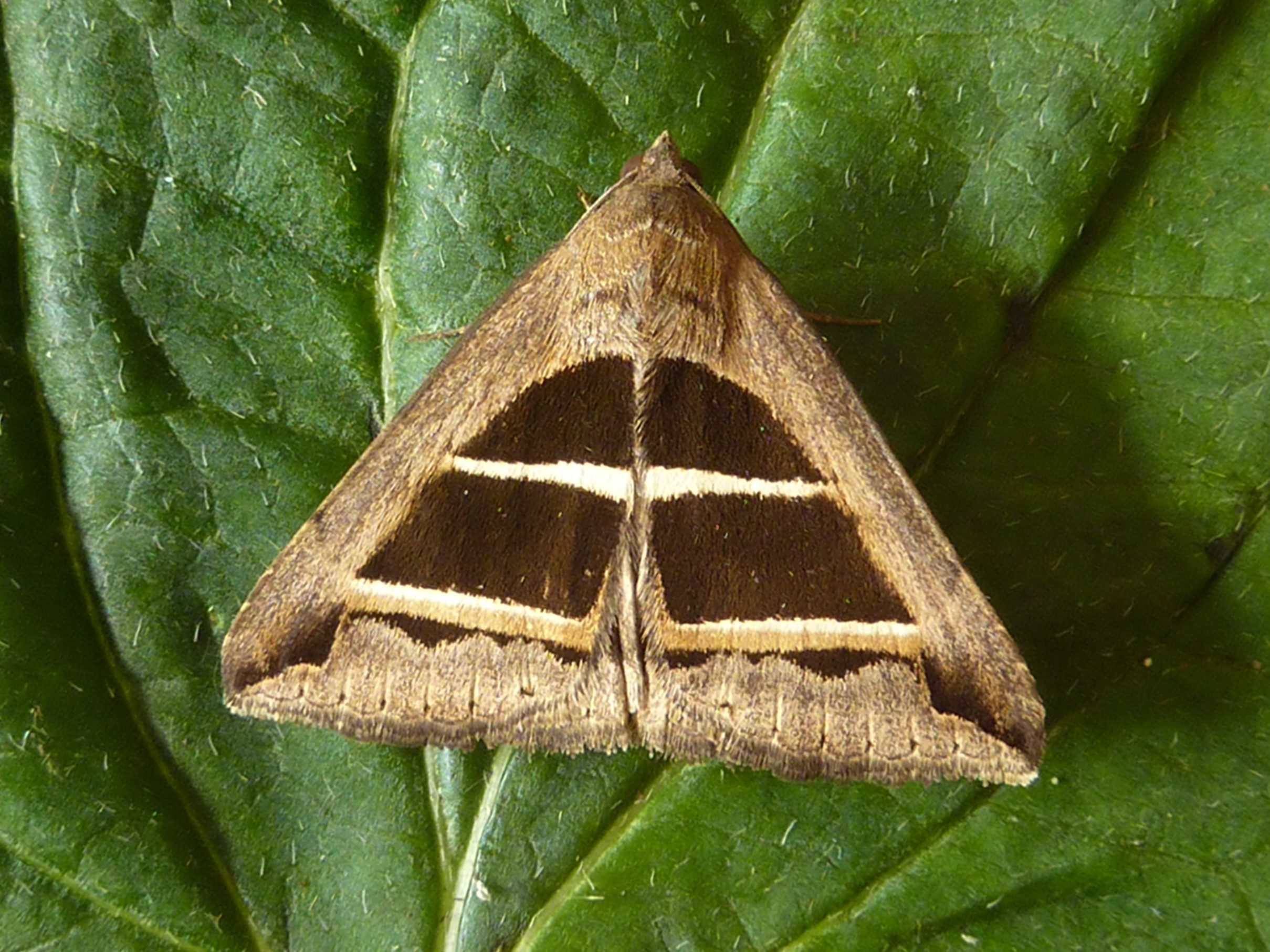
Grammodes bifasciata
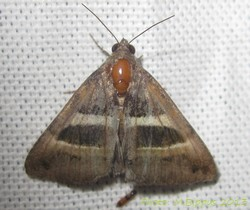
Grammodes congenita
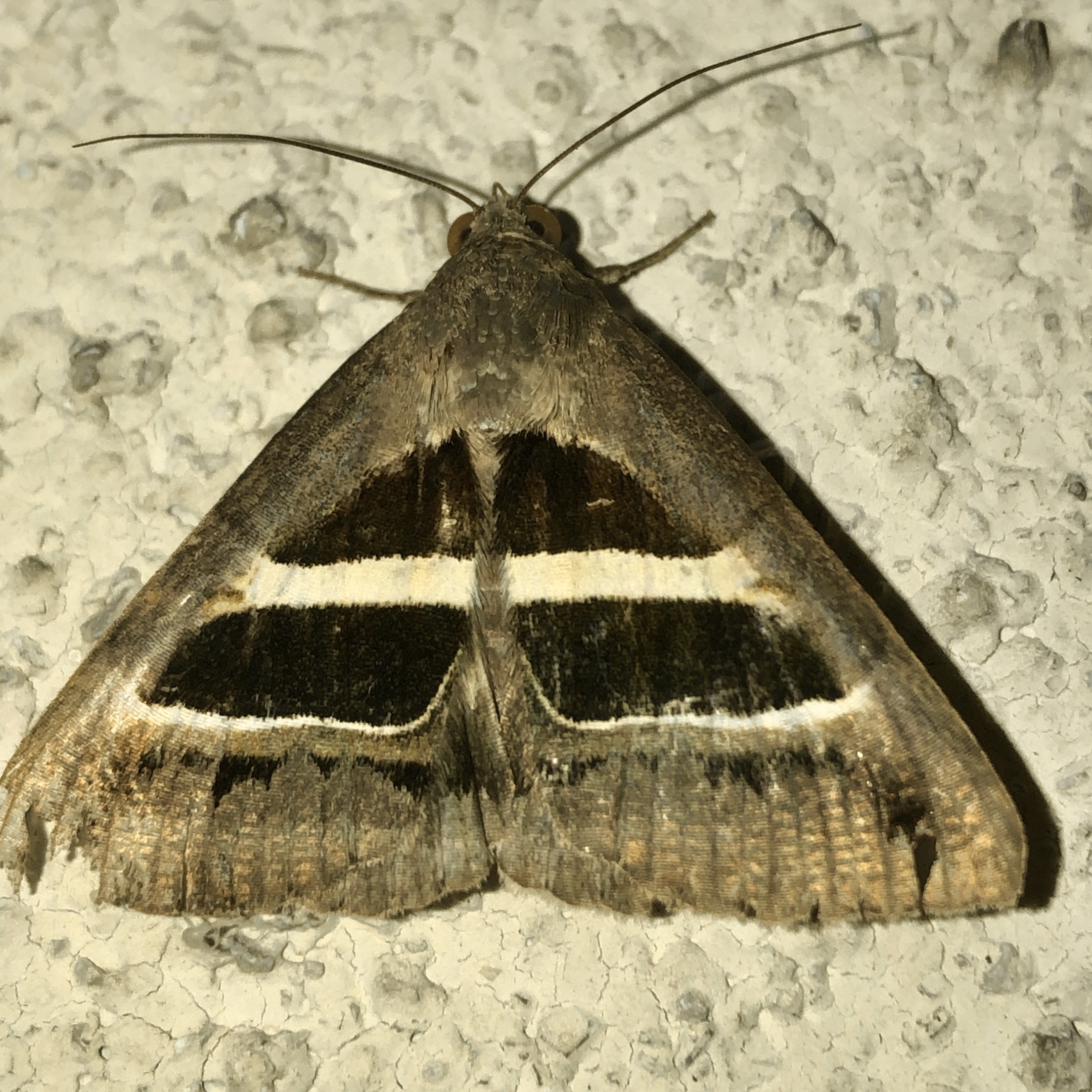
Grammodes geometrica
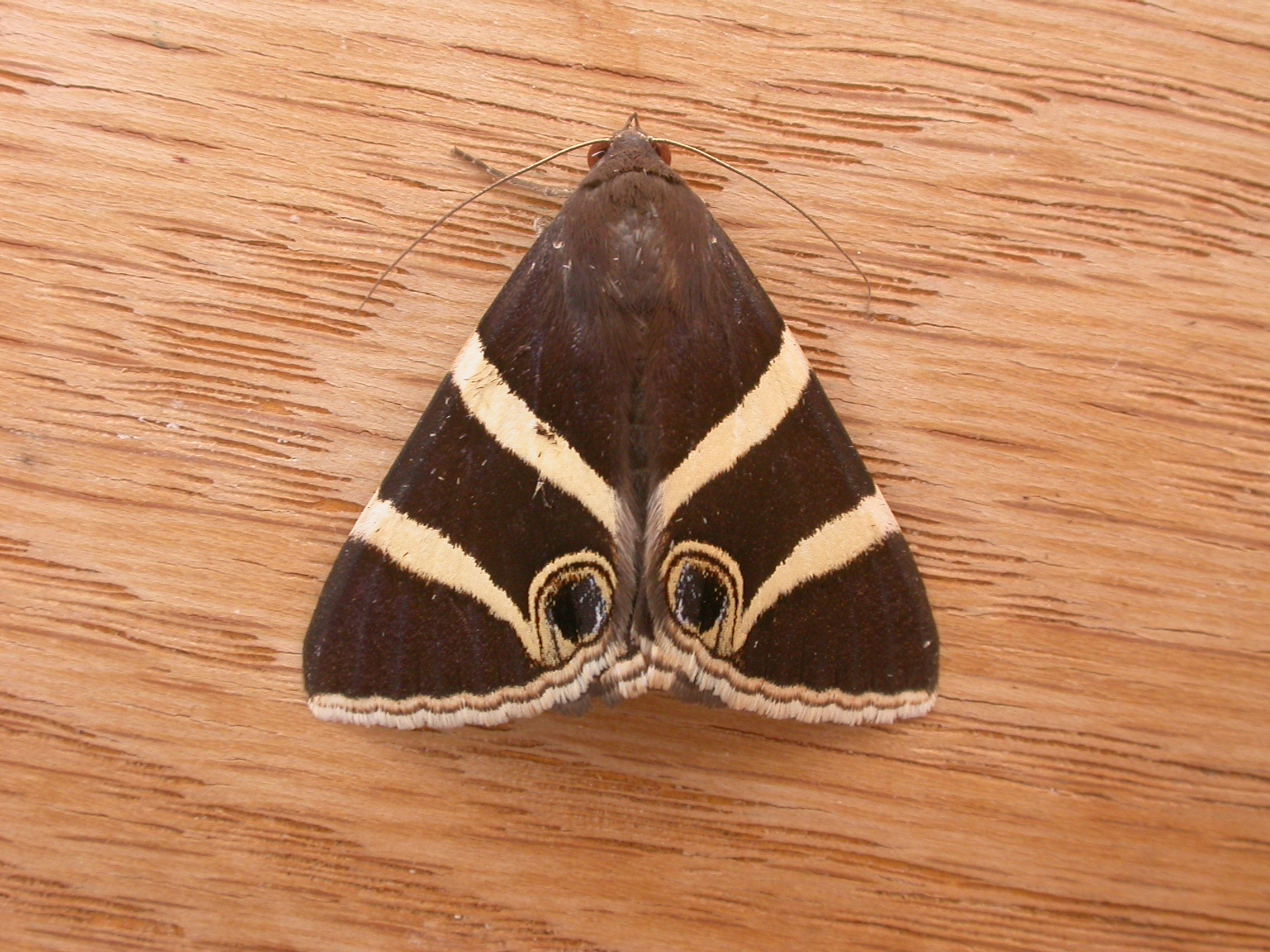
Grammodes ocellata
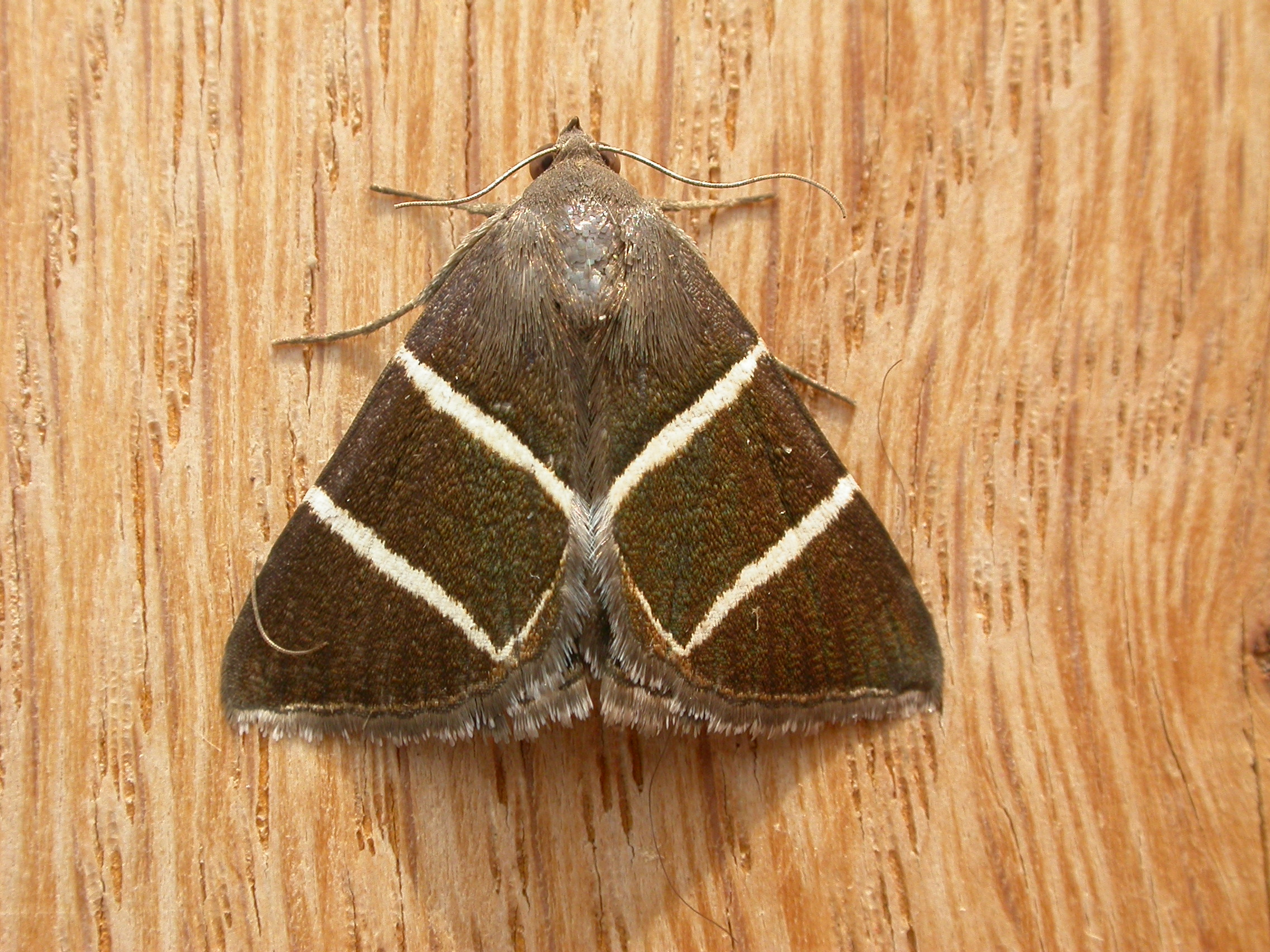
Grammodes justa
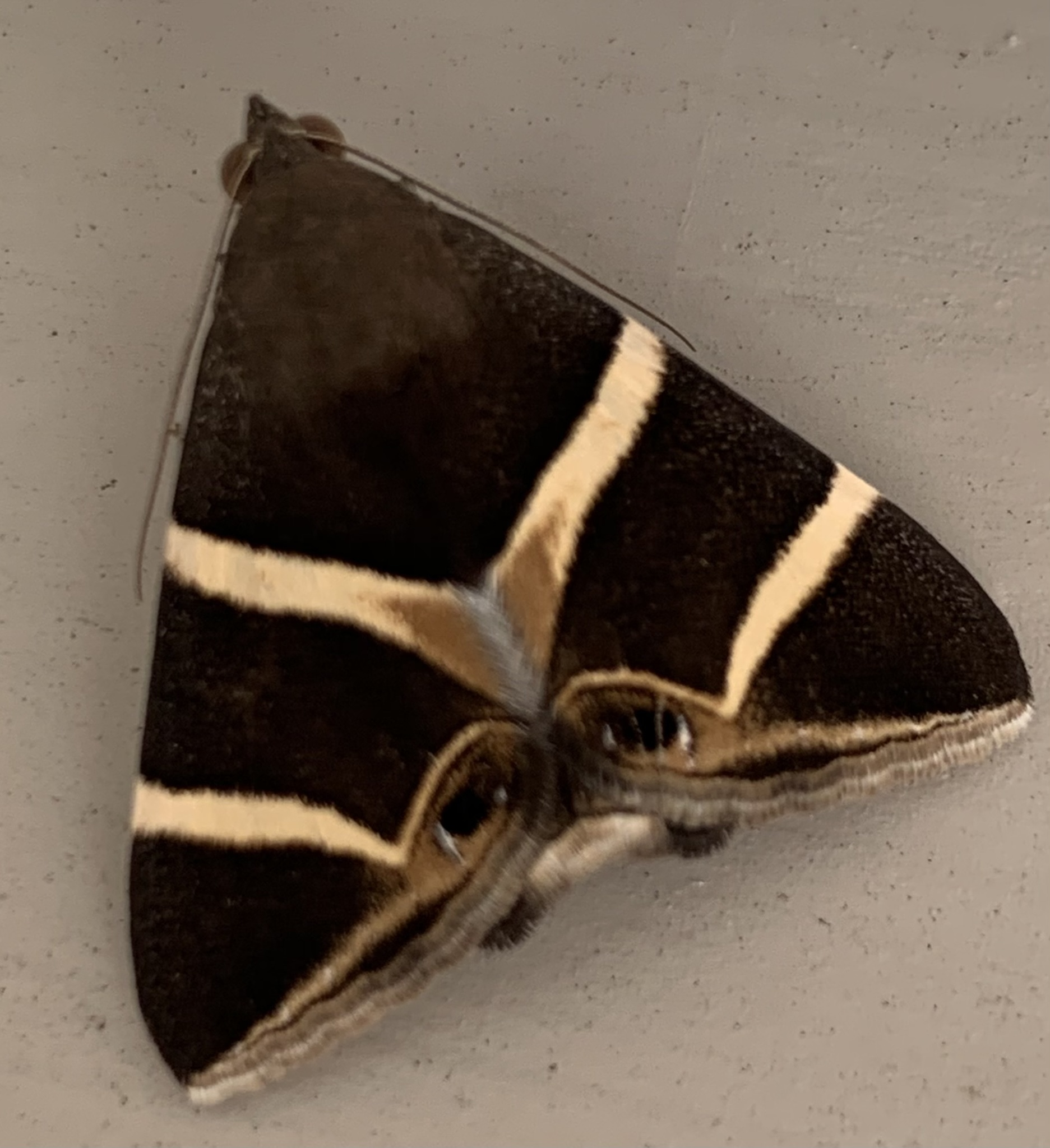
Grammodes oculicola
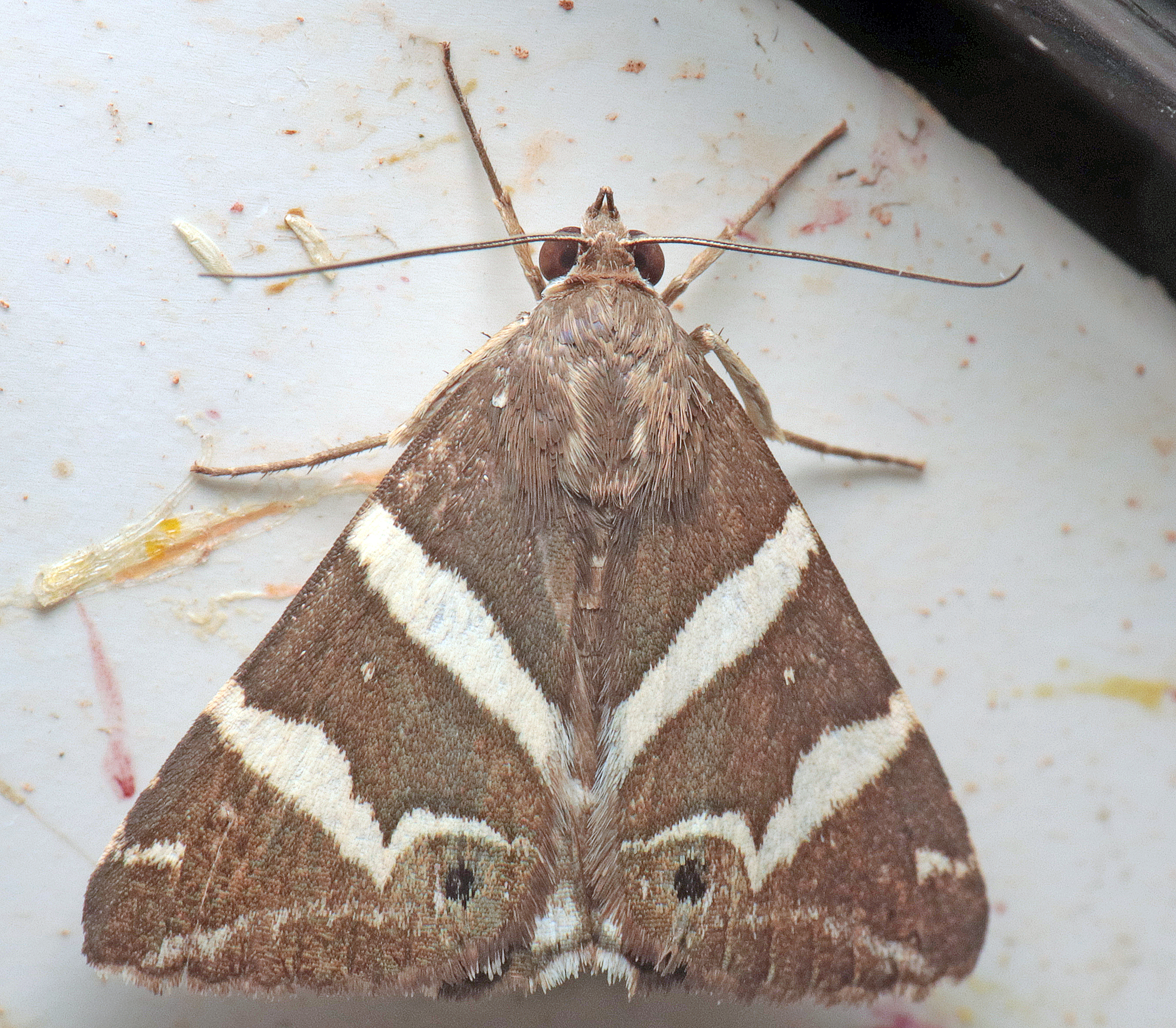
Grammodes pulcherrima
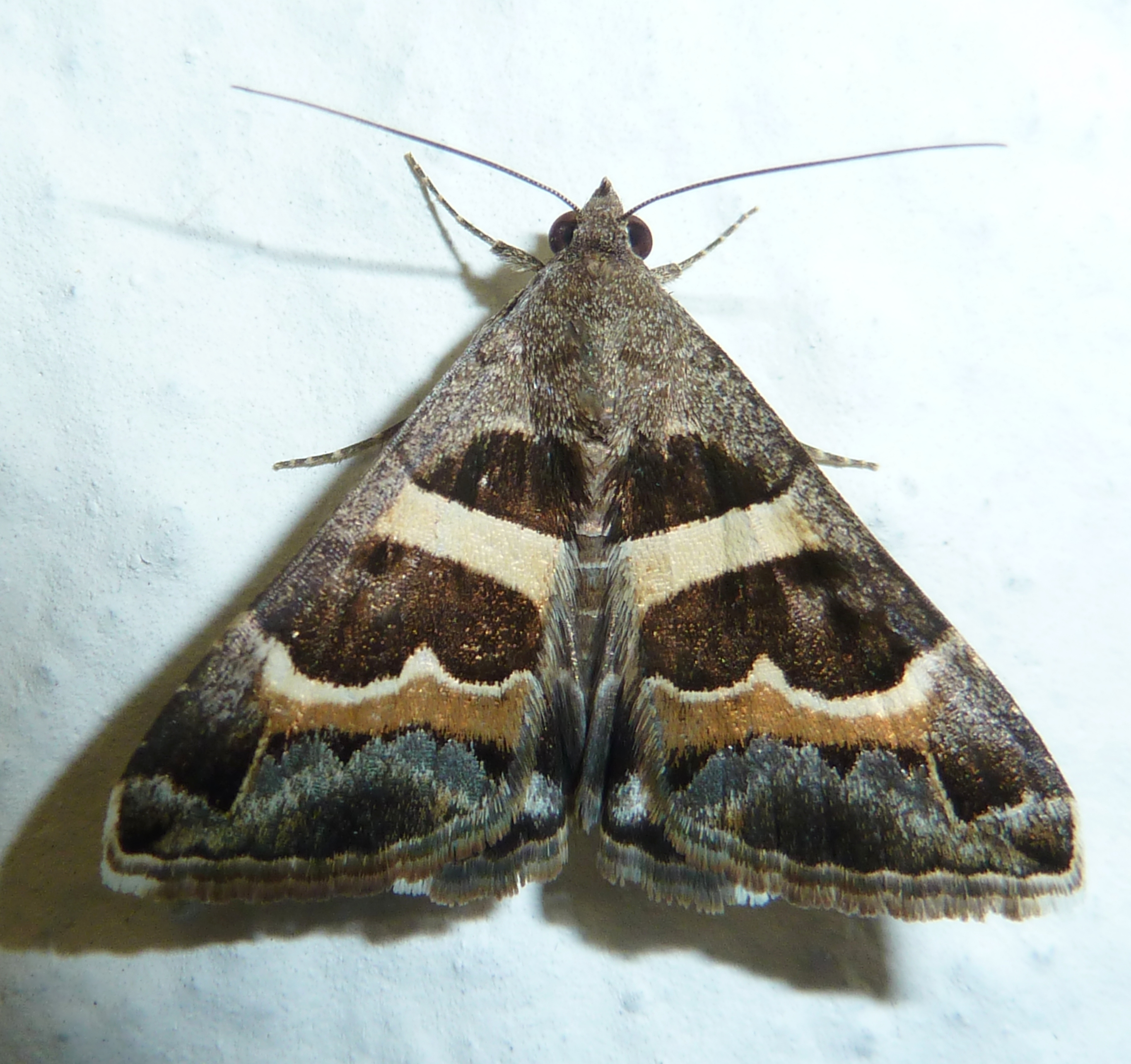
Björnbärsfly, Grammodes stolida